# East Rutherford
East Rutherford ist ein Borough im Bergen County des Bundesstaats New Jersey in den USA. Das U.S. Census Bureau hat bei der Volkszählung 2020 eine Einwohnerzahl von 10.022 ermittelt.

## Geographie
East Rutherford liegt etwa zwölf Kilometer von Manhattan entfernt.
Nach dem amerikanischen Vermessungsbüro hat die Stadt eine Gesamtfläche von 10,7 km², wovon 9,9 km² Land und 0,9 km² (8,19 %) Wasser sind.

## Geschichte
Ein Haus in der Stadt ist im National Register of Historic Places (NRHP) eingetragen (Stand 26. Oktober 2018), das Richard Outwater House.

## Demographie
Nach der Volkszählung von 2000 gibt es 8.716 Menschen, 3.644 Haushalte und 2.157 Familien in der Stadt. Die Bevölkerungsdichte beträgt 883,3 Einwohner pro km². 79,68 % der Bevölkerung sind Weiße, 3,72 % Afroamerikaner, 0,11 % amerikanische Ureinwohner, 10,69 % Asiaten, 0,05 % pazifische Insulaner, 3,21 % anderer Herkunft und 2,54 % „Mischlinge“. 10,65 % sind Latinos unterschiedlicher Abstammung.
Von den 3.644 Haushalten haben 25,2 % Kinder unter 18 Jahre. 44,4 % davon sind verheiratete, zusammenlebende Paare, 10,8 % sind alleinerziehende Mütter, 40,8 % sind keine Familien, 33,4 % bestehen aus Singlehaushalten und in 11,6 % Menschen sind älter als 65. Die Durchschnittshaushaltsgröße beträgt 2,35, die Durchschnittsfamiliengröße 3,05.
19,4 % der Bevölkerung sind unter 18 Jahre alt, 7,1 % zwischen 18 und 24, 36,5 % zwischen 25 und 44, 22,7 % zwischen 45 und 64, 14,3 % älter als 65. Das Durchschnittsalter beträgt 38 Jahre. Das Verhältnis Frauen zu Männer beträgt 100:94,8, für Menschen älter als 18 Jahre beträgt das Verhältnis 100:93,8.
Das jährliche Durchschnittseinkommen der Haushalte beträgt 50.163 USD, das Durchschnittseinkommen der Familien 59.583 USD. Männer haben ein Durchschnittseinkommen von 40.798 USD, Frauen 36.047 USD. Der Prokopfeinkommen der Stadt beträgt 28.072 USD. 9,6 % der Bevölkerung und 7,4 % der Familien leben unterhalb der Armutsgrenze, davon sind 10,1 % Kinder oder Jugendliche jünger als 18 Jahre und 11,6 % der Menschen sind älter als 65.

## Infrastruktur

### Verkehr
East Rutherford liegt am New Jersey Turnpike, einer der meistbefahrenen Autobahnen der Vereinigten Staaten.
Auf der Schiene wird die Stadt von der Meadowlands Rail Line und der Bergen County Line der New Jersey Transit bedient.
New Jersey Transit betreibt eine örtliche Buslinie, eine Buslinie nach Newark und mehrere Linien zum Port Authority Bus Terminal in Midtown Manhattan.

### Sportstadien
Der Entertainment- und Sportkomplex Meadowlands Sports Complex liegt auf dem Gebiet von East Rutherford. Dort ist seit den 1970er Jahren die Pferderennbahn Meadowlands Racetrack beheimatet. Nach Neu- und Umbauten in den 2000er und 2010er Jahren sind das Freizeit- und Einkaufszentrum American Dream Meadowlands und das MetLife Stadium der New York Giants und New York Jets ansässig.
Das ehemalige Giants Stadium der New York Giants und New York Jets wurde 2010 nach Eröffnung des MetLife Stadium abgerissen. Die Meadowlands Arena verlor in den 2000er Jahren ihre Heimteams, die New Jersey Nets, die New Jersey Devils und die Seton Hall Pirates, und steht seit 2015 aus wirtschaftlichen Erwägungen nicht mehr für öffentliche Veranstaltungen zur Verfügung.